# Knut Hagberg (författare)
Knut Hjalmar Hagberg, född 19 juli 1900 i Torpa, Älvsborgs län, död 23 mars 1975 i Djursholm, Danderyds kommun, var en svensk författare och tidningsman. 
Hagberg blev 1925 filosofie doktor på ett arbete om Romantik och puritanism i Sartor Resartus. Från 1925 var han litteraturkritiker i Nya Dagligt Allehanda.
Hagberg är idag huvudsakligen känd för sina skrifter om Carl von Linné samt för sina insatser som litterär skribent. Hans namn sågs ofta i samband med litterära urval av utländsk litteratur för svensk publik. Han var litteraturkritiker på Svenska Dagbladet från 1945 och hade även en betydande egen produktion, huvudsakligen inom facklitteraturen. 
Hagberg utgav bland annat essäsamlingarna Världens barn (1927), Medmänniskor (1928), Av Vasarnas ätt (1929), Fågelvägar (1932), samt en biografi över Viktor Rydberg (1928).
Knut Hagberg är begravd på Djursholms begravningsplats.